# V4N2
V4N2 é um imunógeno anticocainérgico experimental, baseado em uma plataforma não proteica de calix[4]areno. É o princípio ativo da vacina experimental Calixcoca, desenvolvida desde 2015 pela Universidade Federal de Minas Gerais.

## Síntese
A V4N2 é obtida através de rota sintética convergente a partir do 4-(terc-butil)fenol, ácido 6-aminocaproico e (-)-cocaína, em 5 etapas.